# 李忠云 (柔道运动员)
李忠云（1967年3月4日—），中国女子柔道运动员，生于辽宁朝阳。她在1988年汉城奥运会中拿到当时为表演项目的女子柔道48公斤级金牌。在1992年巴塞罗那奥运会中获得女子柔道52公斤级铜牌。